# Herichthys cyanoguttatus
La mojarra del norte (Herichthys cyanoguttatus) es una especie de pez perciforme de la familia Cichlidae.
Se alimenta de gusanos, crustáceos, insectos y materia vegetal. Vive en zonas de clima tropical, entre 20 y 33 °C de temperatura. Es propio de Norteamérica, y se encuentra en el Río Grande (Texas, Estados Unidos) y en el noreste de México. Ha sido introducido en el centro de Texas, Florida y la cuenca del río Verde (México).
El macho puede alcanzar los 30 cm de longitud total.